# Peter Wtewael
Peter Wtewael, noto anche come Peter Utenwael, Peter Uytewael, Peter Wtenwael e Peter Wttewael (Utrecht, 5 giugno 1596 – Utrecht, 16 gennaio 1660), è stato un pittore olandese del secolo d'oro.

## Biografia

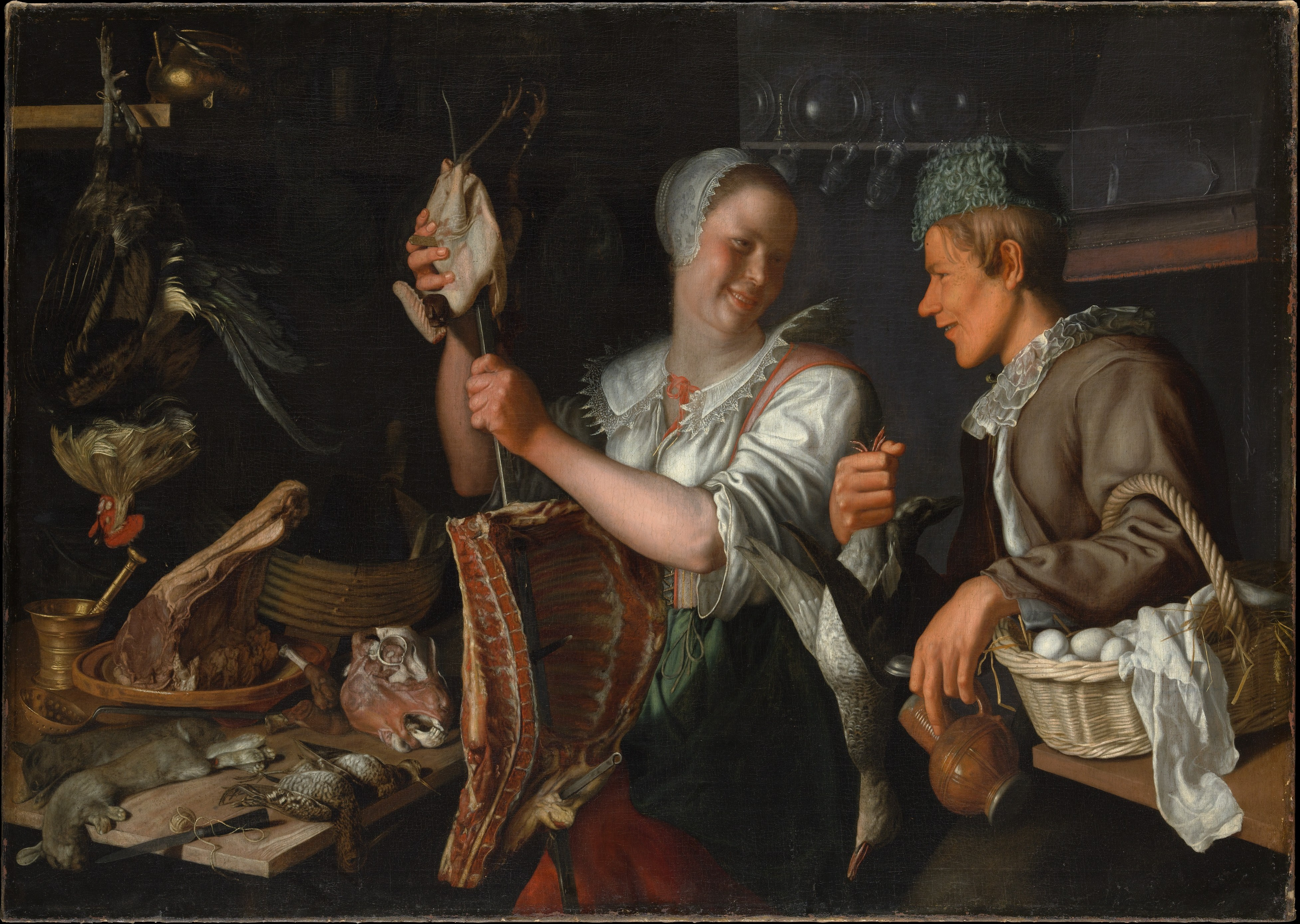
Scena in cucina 1620 circa

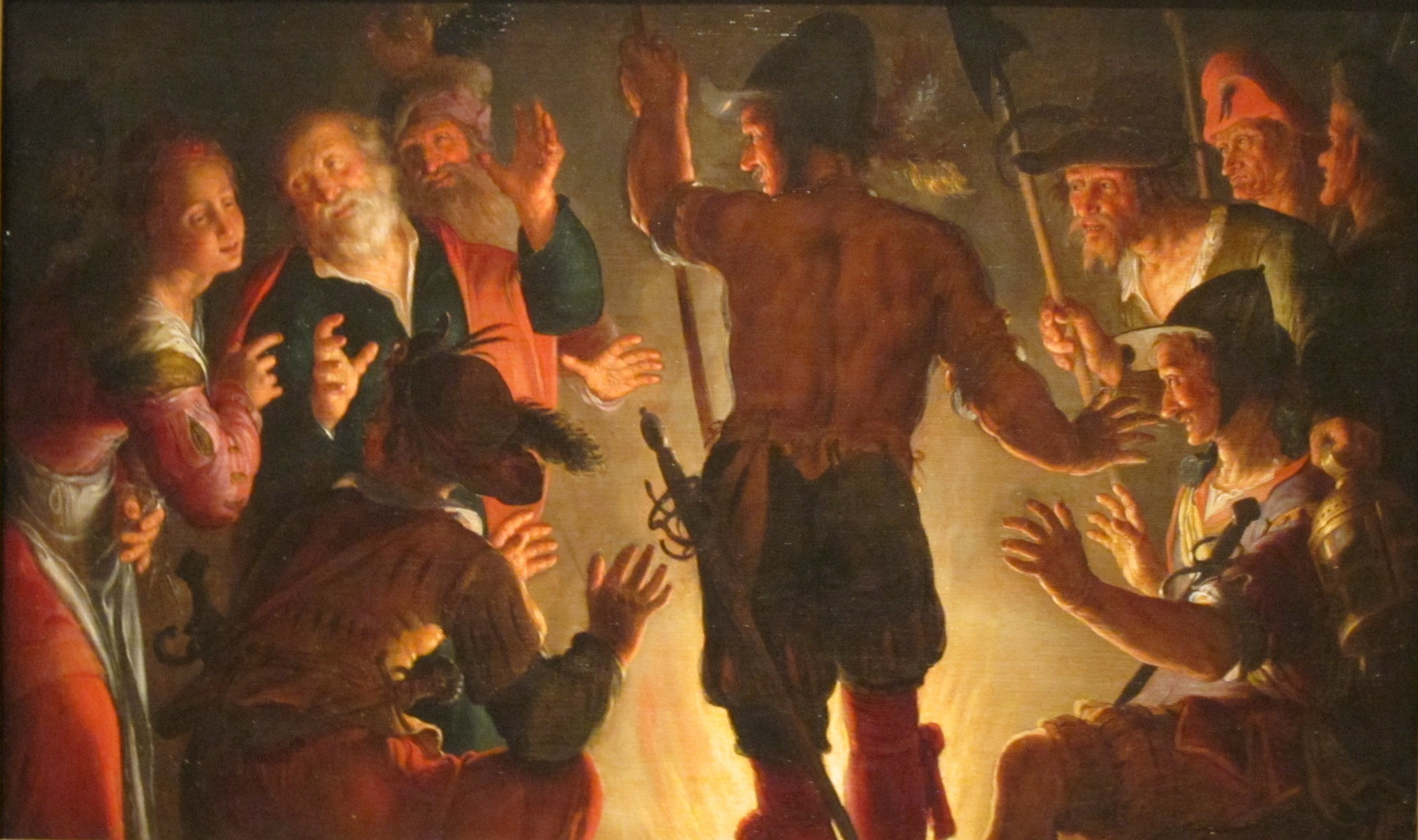
Pietro rinnega Gesù (1624-1628)

Figlio maggiore del pittore Joachim Wtewael e fratello di Johan Wtewael, apprese l'arte della pittura dal padre.
Suddivise i suoi interessi tra il lavoro e la politica. Nel settembre 1635, infatti, aderì alla Chiesa riformata e ciò gli permise di prendere il posto dell'anziano padre nel Consiglio della città nell'ottobre 1636. Nel 1642, inoltre, assunse la posizione del cognato morto come magistrato di corte, mantenendola per molti anni. Divenne anche diacono e anziano nella sua chiesa. Come suo fratello Johan rimase scapolo e visse nella casa dei suoi genitori. Non risulta che abbia mai aderito alla Corporazione di San Luca di Utrecht.

Attivo nella sua città natale, rappresentò principalmente soggetti storici, mitologici, religiosi (cristiani) e realizzò nature morte. Rare alcune sue composizioni di genere ambientate in cucina, come ad esempio Scena in cucina del 1620 circa, simile nella struttura a quelle di Cornelis Jacobsz Delff, Pieter Cornelisz van Rijck e Floris van Schooten. Il suo stile, inizialmente molto simile a quello del padre appreso probabilmente con la realizzazione di copie delle sue opere, mutò a partire dal 1620, assimilando caratteristiche dai dipinti di Abraham Bloemaert e di Gerrit van Honthorst.

## Opere
- Pietro rinnega Gesù, olio su tavola, 28 x 46 cm, 1624-1628, Cleveland Museum of Art, Cleveland
- Scena in cucina, olio su tela, 113,7 x 160 cm, 1620 circa, Metropolitan Museum of Art, New York
- Capraio con cornamusa, olio su tela,  86 x 78 cm, 1630 circa, Collezione privata[4]
- L'adorazione dei pastori, dipinto, 1625-1630, Centraal Museum, Utrecht[5]
- Mercurio, Argo e Io, dipinto, 1620-1625, Centraal Museum, Utrecht[6]
- L'adorazione dei Magi, olio su tavola, Musée Massey, Tarbes[7]